# Aksum (grad)
Aksum je grad na sjeveru Etiopije. U svojoj dugoj povijesti grad je bio sjedište
Kraljevstva Aksum, koje je trajalo od 4. st. pr. Kr. do 10. stoljeća naše ere. Kraljevstvo Aksum bila je snažna pomorska i trgovačka sila koja je dominirala Etiopijom, Eritrejom, Jemenom i velikim dijelom Crvenog mora.
Grad se nalazi u Regiji Tigraj, u podnožju planine Adva, leži na nadmorskoj visini od impresivnih 2.131 metara. 

## Povijest
Povijest Aksuma vezana je uz sudbinu Kraljevstva Aksum, kad su od 7. stoljeća islamski kalifati počeli ugrožavati slobodnu plovidbu po Crvenom moru, počelo je posrtati i Kraljevstvo Aksum. Ono je ionako bilo u velikim konfliktima s islamom. Kako je padala moć kraljevstva tako je propadao i grad. Od 10. stoljeća njegovi stanovnici počeli su ga napuštati i seliti u unutrašnjost Etiopije zbog veće sigurnosti, a tamo se selila i moderna država Etiopija.
Po podacima iz 2005. grad Aksum ima 41.256 stanovnika. Od njih su 75% pravoslavci, a 25% su muslimani, protestanti i ostalih vjera.
Zbog izuzetnih povijesnih vrijednosti, UNESCO je 1980. uvrstio Aksum na svoj popis arheoloških nalazišta Svjetske baštine.

## Aksumsko kraljevstvo i Etiopska crkva
Kraljevstvo Aksum razvilo je svoj vlastiti pisani jezik - Geez, razvilo je i svoju karakterističnu nadgrobnuarhitekturu, divovskih monolitnih obeliska, od kojih najstariji (iako ne tako visok) podignut negdje između 5000. pr. Kr. -2000. pr. Kr. 
Ovo kraljevstvo na vrhuncu svoje moći za kralja Ezane, prihvatilo je kršćanstvo u 4. stoljeću.
Etiopska pravoslavna tevahedo Crkva i danas tvrdi da se u Aksumskoj crkvi Gospe Marije od Siona nalazi biblijski Kovčeg Saveza u kojima leže Ploče zakona, na kojima je uklesano Deset zapovijedi. U toj crkvi su se krunili Etiopski vladari sve do 17. stoljeća te ponovno od 19. stoljeća do kraja monarhije.
Aksum već stoljećima predstavlja sveti grad Etiopske pravoslavne tevahedo crkve. Grad i danas hodočaste brojni vjernici za vjerske praznike poput T'imk'eta (isto što i Sveta tri kralja) te svetkovinu Gospe Marije od Siona u studenom.

## Znamenitosti Aksuma
Najveća znamenitost Aksuma su kameni nadgrobni monoliti, obelisci - stele, najviše ih se nalazi u Sjevernom parku stela. Najviši obelisk je Velika Stela, - kameni monolit visok 33 m (dimenzija 3,84 x 2,35, težine 520 tona). On leži polegnut, za njega se vjeruje da je pao pri samoj izgradnji, kod podizanja.
Najviši stojeći obelisk je Stela kralja Ezane, visok 24 m (dimenzija 2,65 x 1,18 m, težak 160 tona). Na istom nalazištu nalaze se još tri kamene stele manjih dimenzija (18,2 m, 15,8, 15,3).
Obelisk iz Aksuma je naziv 1700. godina stare kamene stele, koja je bila predmet međunarodnog spora između Italije i Etiopije. Taj kameni monolit visok 24,6 m težine 170 tona (2,32 x 1,36) koji je razbijen u pet komada ležao polegnut na zemlji, odnijela je talijanska vojska 1937. za okupacije Etiopije (1936. – 1942.) u Rim. 
Nakon Drugog svjetskog rata na inzistiranje Etiopije, postignut je dogovor u Ujedinjenim nacijama 1947. da se obelisk vrati u Etiopiju, ali je on vraćen tek 2005. nakon velikih natezanja. Tako da je ponovno reinstaliran 31. srpnja 2008.
Na zapadnom dijelu grada nalazi se polje Gudit sa stelama iz 4. stoljeća.
Ostale znamenitosti Aksuma su Crkva sv. Marije Sionske,  sagrađena 1665., za nju kruže priče da se u njoj nalazi nalazi mitski Kovčeg Saveza (Aron Habri). U gradu postoji i nova crkva sv. Marije Sionske, sagrađena u 20. stoljeću. Aksum ima arheološki i etnografski muzej. Velika znamenitost grada je Ezana,  kamena ploča s isklesanim napisima na sabejskom, geezu i starogrčkom, nešto poput Kamenu iz Rosette, ostale znamenitosti Aksuma su; Grob kralja Bazena (megalit), Kupalište kraljice od Sabe (zapravo rezervar vode), Hram Ta'akha Mariam iz 4. st., Palača Dungur iz 6. stoljeća, samostani Abba Pentalevon i Abba Likanos te kameni neolitski reljef Lavica iz Gobedra.
Po lokalnoj legendi u Aksumu je bio dvor kraljice od Sabe

## Gospodarstvo, školstvo i promet
Gospodarstvo Aksuma se bazira na dvije grane; turizmu i poljoprivredi. Grad je dobro povezan s novoizgrađenim cestama s ostalim gradovima u regiji.
Aksum ima i zračnu luku (ICAO kod HAAX, IATA AXU) iz koje leti redovna zračna linija za Adis Abebu dva puta dnevno.
Posljednjih godina osnovano je Sveučilište Aksum, od kojeg se očekuje da će pridonijeti razvoju zemlje i Regije Tigraj. Izgradnja Sveučilišta Aksum započelo je u svibnju 2006., na lokaciji udaljenoj 4 km od centra grada. Sveučilište će se prostirati na površini od 107 hektara.

## Vanjske poveznice
- Ethiopian Treasures — Queen of Sheba, Aksumite Kingdom -Aksum (engl.)
- Kingdom of Aksum  Arhivirana inačica izvorne stranice od 7. kolovoza 2011. (Wayback Machine) (engl.)
- On Axum  Arhivirana inačica izvorne stranice od 15. siječnja 2010. (Wayback Machine) (engl.)
- More on Axum (engl.)
- Aksum World Heritage Site in panographies